# Mahinur Ergun
Mahinur Ergun (Bursa, Bursa tartomány, Törökország, 1956. január 1.) török forgatókönyvíró, filmrendező. A Şaşıfelek Çıkmazı és az Asmalı Konak c. televíziós sorozat kapcsán, előbbinél rendezőként is, utóbbinál forgatókönyvíróként vált ismertté.

## Életrajz
1978-ban az Ankarai Egyetem Kommunikációs Kar rádió, televízió és mozi szakán diplomázott, majd egy ideig reklámfilmeket készített.
1988-ban készítette az első mozifilmjét Gece Dansı Tutsakları (Éjszakai tánc foglyai) címmel, mely egy újságíró és egy táncosnő közti szerelemről szól.
Az akkoriban pályakezdő, de később híressé vált török filmrendező, Çağan Irmak első lépéseit is segítette.
A 2007-ben rendezett 44. Arany Narancs Filmfesztivál nagy játékfilm kategória zsűrijének tagja volt.

## Filmográfia
| alkotás                 | év   | rendezte                               | megjegyzés          |
| ----------------------- | ---- | -------------------------------------- | ------------------- |
| Merhamet                | 2013 | Çağatay Tosun Gül Oğuz                 | I-II. évad          |
| Alev Alev               | 2012 | Atilla Cengiz                          |                     |
| Yıllar Sonra            | 2011 | Metin Balekoğlu                        | dráma               |
| Al Yazmalım             | 2011 | Ali Bilgin Nisan Akman                 | dráma               |
| Yapma Diyorum           | 2009 | Abdullah Oğuz                          | komédia             |
| Kış Masalı (Téli rege)  | 2009 | Gül Oğuz                               | dráma               |
| Son Bahar (Ősz)         | 2008 | Nihat Durak                            | romantikus dráma    |
| Mert İle Gert           | 2008 | Hakan Algül                            | családi komédia     |
| Limon Ağacı (Citromfák) | 2008 | Deniz Ergun                            | romantikus dráma    |
| Karamel                 | 2008 | Özer Kızıltan Şafak Bal                | családi dráma       |
| Sevgili Dünürüm         | 2007 | Bora Tekay Hakan Algül Raşit Çelikezer | komédia             |
| Ahh İstanbul            | 2006 | Çağatay Tosun Şerif Gören              | romantikus dráma    |
| Haziran Gecesi          | 2004 | Andaç Haznedaroğlu                     | romantikus kaland   |
| Asmalı Konak            | 2002 | Abdullah Oğuz Çağan Irmak              | romantikus dráma    |
| Çatısız Kadınlar        | 1999 | saját rendezés                         | dráma, pszichológia |
| Şaşıfelek Çıkmazı       | 1996 | Çağan Irmak                            | romantikus dráma    |
| Medcezir Manzaraları    | 1989 | saját rendezés                         | dráma, pszichológia |
| Gece Dansı Tutsakları   | 1988 | saját rendezés                         | romantikus kaland   |

| alkotás                  | év   | megjegyzés               |
| ------------------------ | ---- | ------------------------ |
| Nasıl Evde Kaldım        | 2001 | komédia                  |
| Dedelerimi Evlendirirken | 2000 | komédia                  |
| Sıdıka                   | 1997 | zenés, családi, ifjúsági |
| Çılgın Badiler           | 1996 | –                        |
| Kopgel Taksi             | 1995 | családi                  |
| Ay Vakti                 | 1993 | mozifilm                 |
| Yabancı Bir Sevgi        | 1987 | romantikus               |

## Fordítás
- Ez a szócikk részben vagy egészben  a   Mahinur Ergun című török Wikipédia-szócikk fordításán alapul.  Az eredeti cikk szerkesztőit annak laptörténete sorolja fel. Ez a jelzés csupán a megfogalmazás eredetét és a szerzői jogokat jelzi, nem szolgál a cikkben szereplő információk forrásmegjelöléseként.